# بيتوشكي

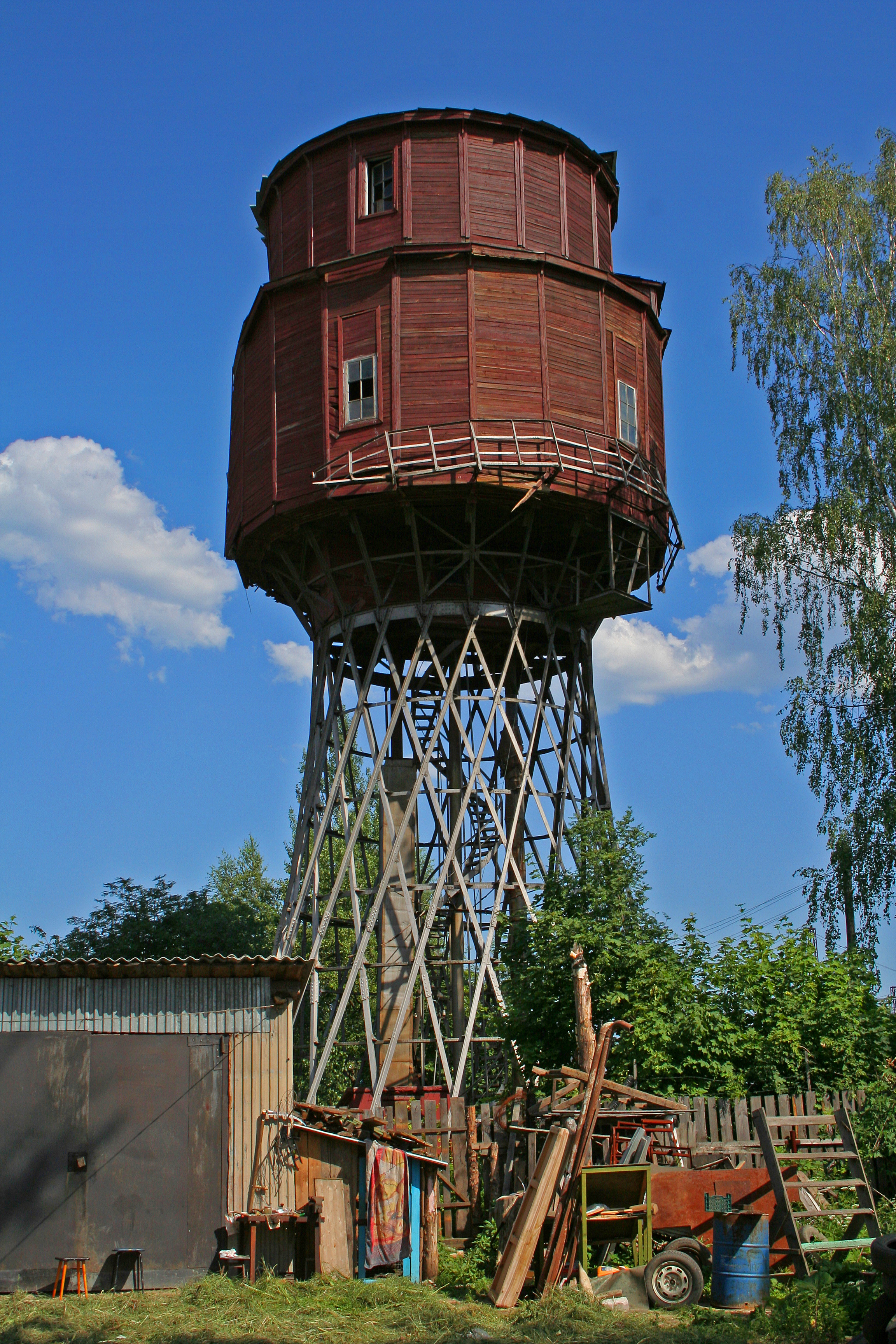

بيتوشكي (بالروسية: Петушки) هي إحدى مدن روسيا في الكيان الفدرالي الروسي فلاديمير أوبلاست.